# René Fernández
René Fernández (1906 – 1956) è stato un calciatore boliviano, di ruolo attaccante.

## Carriera
Partecipò al Mondiale del 1930 con la Nazionale boliviana.